# Network information center
Pour les articles homonymes, voir NIC.
Network information center (NIC ; « centre d'information réseau ») était autrefois le nom donné aux organismes qui géraient les réseaux informatiques, notamment Internet, en assurant l'enregistrement des paramètres uniques (les adresses, par exemple) et en ayant un rôle de conseil et d'information, d'où leur nom.
Ce rôle est aujourd'hui tenu par les registres de noms de domaine et les registres d'adresses IP, qui ont souvent gardé le sigle NIC dans leur nom.